# 13257 Seanntorres
13257 Seanntorres eller 1998 QT8 är en asteroid i huvudbältet som upptäcktes den 17 augusti 1998 av LINEAR i Socorro County, New Mexico. Den är uppkallad efter Seann Richard.
Asteroiden har en diameter på ungefär 6 kilometer.